# Alte katholische Pfarrkirche St. Pankratius (Steinberg)

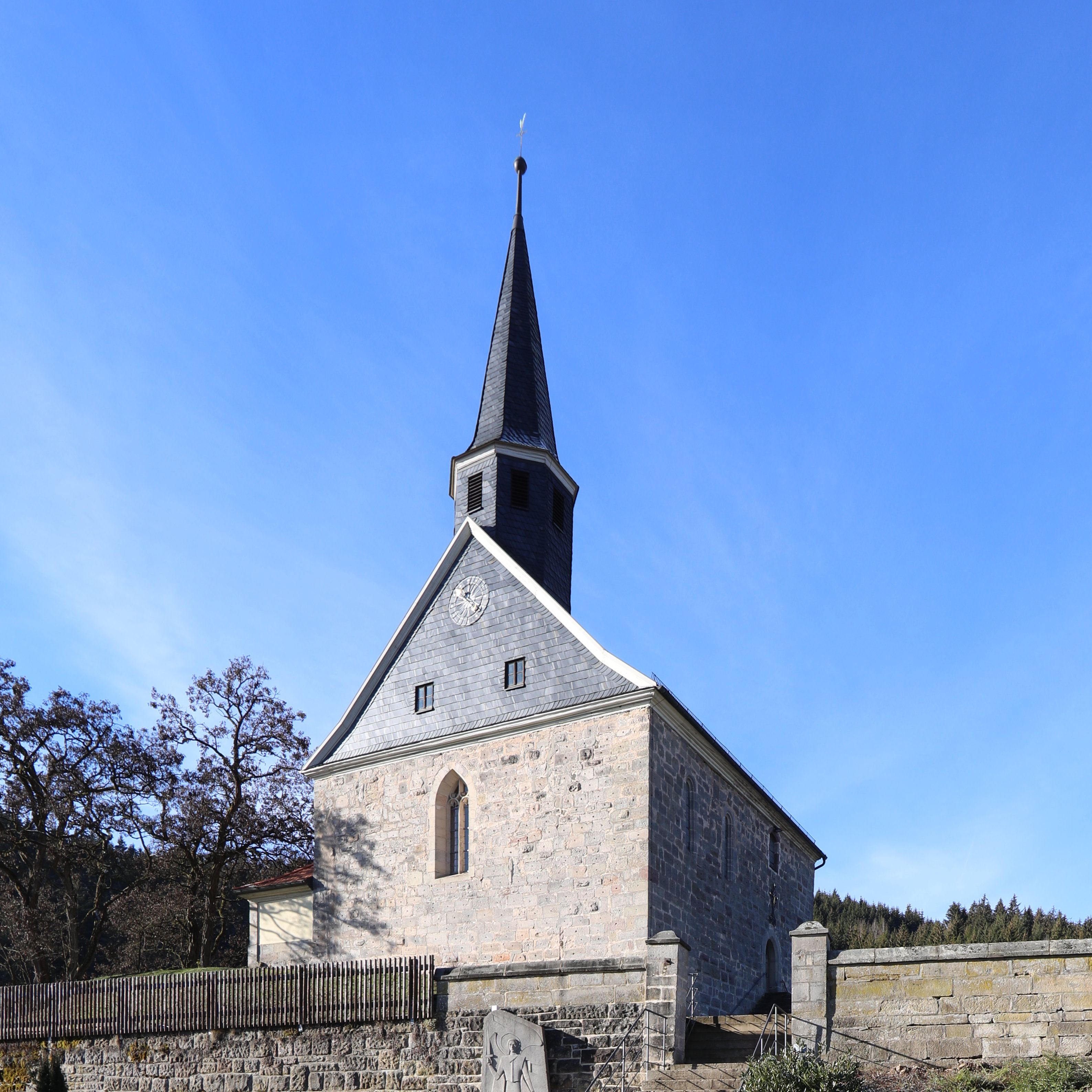
Alte katholische Pfarrkirche St. Pankratius in Steinberg

Die alte katholische Pfarrkirche St. Pankratius steht in Steinberg, einem Gemeindeteil der Gemeinde Wilhelmsthal im oberfränkischen Landkreis Kronach. Die erste urkundliche Erwähnung einer Kirche von Steinberg war 1422.

## Geschichte
Auf dem 400 m ü. NHN hohen Schlossberg am nördlichen Ortsrand von Steinberg entstand ab dem 11. oder 12. Jahrhundert eine Burg, die 1223 Eigentum des Fürstengeschlechts Andechs-Meranien wurde. In den Mauern eines Burggebäudes, dessen Form und Ausmaße sich über die Jahrhunderte hinweg mehrfach änderten, entwickelte sich, möglicherweise aus einer für das Jahr 1427 bezeugten Burgkapelle, die heutige Kirche des 17. Jahrhunderts. Der rechteckige Grundriss ohne abgesetzten Chor deutet eventuell auf eine ursprünglich profane Nutzung des Gebäudes hin. Die Burg selbst verfiel und war um 1500 nur noch eine Ruine. Die erste urkundliche Erwähnung einer Kirche von Steinberg war 1422. Im 16. Jahrhundert wurde öfters ein eigener Pfarrer in Steinberg erwähnt und 1701 folgte die Trennung von Lahm als selbstständige Pfarrei.
Im Jahr 1671 wurde die Kirche an der Südostecke erneuert und vermutlich erhöht. Seitdem ist sie zweigeschossig. Im Jahr 1787 folgte die neue Aufmauerung der Südwestecke. Außerdem ließ die Gemeinde die bestehende Sakristei errichten.
Am 11. August 1913 wurde als Ersatz eine neue Pfarrkirche geweiht. Danach wurde die alte Pfarrkirche nur notdürftig erhalten. Von 2000 bis 2004 erfolgte eine Restaurierung, die mit einer erneuten Weihe am 12. September 2004 durch den Kronacher Regionaldekan Günter Hübner abgeschlossen war.

## Baubeschreibung
Das Gotteshaus steht nordwestlich über dem Ort auf der Höhe der ehemaligen Burg im Hang und ist bereichsweise von dem Friedhof umgeben. Es handelt sich um eine rechteckige, relativ breite Saalkirche ohne abgesetzten Chor. Der eigentliche Kirchensaal, der sich auf einem von außen nur durch den hochliegenden Eingang erkennbaren Sockel befindet, wird von einer Holzbalkendecke aus dem 17. Jahrhundert, bestehend aus einem profilierten Unterzug und profilierten Bohlen, überspannt. An mehreren Wandstellen sind Fresken aus dem 15. oder 16. Jahrhundert vorhanden. Kalkanstriche verdecken und schützen die Heiligendarstellungen. Neben der Tür zur Sakristei sind fragmentarische Teile sichtbar. Eine eingeschossige Holzempore, auf Eisenstützen ruhend, steht an der Westwand und bereichsweise an der Nord- und Südwand.
Unter dem mit Steinplatten belegten Fußboden befindet sich im Sockel des Gebäudes ein etwa 8,5 × 7,5 m großer Kellerraum. Die zweischiffige Halle ist von Tonnengewölben überspannt, die sich auf einen gemauerten Pfeiler in der Raummitte stützen. Der Boden des niedrigen Kellers liegt etwa einen Meter unter dem Außenniveau. Das Mauerwerk wurde teilweise auf das 11. oder 12. Jahrhundert datiert.
Die Fassade der Nordseite, die teils aus glatten und teils aus bossierten Sandsteinquadern besteht, hat drei Fensterachsen mit zwei Rundbogenfenstern und einem stichbogigen Fenster. Unter diesem befindet sich ein spitzbogiges Eingangsportal mit gefastem Gewände und mit einer vorgelagerten Freitreppe. An der Nordostecke trägt eine Inschrift unter anderem die Jahreszahl 1671. Zwei Rundbogenfenster in der Südseite belichten den Innenraum, außerdem führt eine Tür zur Empore. Die eingeschossige Sakristei steht vor der Südfassade. Die Putzfassade des Walmdachbaus ist durch Ecklisenen und Rahmungen aus Sandstein gegliedert. In der östlichen Stirnwand, die ebenfalls teils aus glatten und teils aus bossierten Sandsteinquadern besteht, ist ein spitzbogiges Fenster mit zweibahnigem Maßwerk vorhanden. Der verschieferte Giebel trägt ein Ziffernblatt. Die Westwand hat unregelmäßig verteilte Rechteckfenster und hat auch einen verschieferten Giebel. Ein mit Ziegeln belegtes Satteldach bildet den oberen Abschluss der Kirche. Am östlichen Ende ist ein achteckiger, verschieferter Dachreiter mir rechteckigen Schallfenstern und einem Spitzhelm angeordnet.

## Ausstattung
Der Hochaltar hat einen marmorierten Holzaufbau. Der älteste Teil ist der zweisäulige Aufbau mit Ohrmuscheldekor. Er stammt aus dem späten 17. Jahrhundert. Die geschwungen profilierte Verkleidung wird auf die zweite Hälfte des 18. Jahrhunderts datiert, der Drehtabernakel wurde 1760/1770 aufgestellt. Das Altarblatt, das der Kronacher Kunstmaler Lorenz Kaim 1865 schuf, zeigt das Martyrium des heiligen Pankratius. Seitlich befindet sich eine Holzfigur des heiligen Johannes des Täufers und eine des heiligen Laurentius.
Den Seitenaltar bildet ein marmorierter Holzaufbau. Der zweiteilige Aufbau stammt aus dem Jahr 1709. Das Altarblatt mit einer Darstellung der Muttergottes malte wohl im dritten Viertel des 19. Jahrhunderts der Kronacher Kunstmaler Lorenz Kaim. Seitlich stehen Holzfiguren der heiligen Anna und der heiligen Barbara.
Die klassizistisch gestaltete Kanzel schuf 1817 Franz Korber für St. Gangolf in Bamberg. Im Jahr 1866 wurde sie nach Steinberg überführt. Sie hat einen marmorierten Holzaufbau.
Das Taufbecken wird auf 1694 datiert. Es besteht aus Sandstein, ist viereckig und hat ein kegelförmiges Becken. Der polygonale, hölzerne Opferstock stammt von 1628, das Gestühl von 1693.